# 变嵌晶

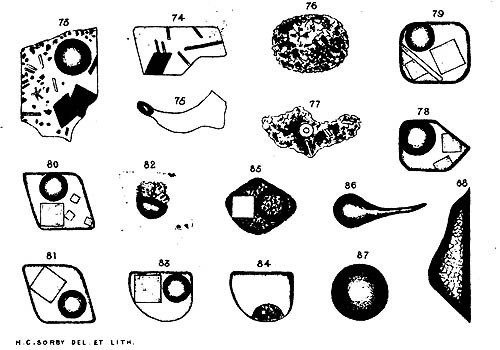
不同形態的包裹體。

变嵌晶（英語：poikiloblast），是一種含有包裹體的斑状变晶礦物。
包裹體是礦物晶體在成長時，所捕獲在原來熔體内的物質，包括礦物或岩石碎片，但也可能是水、天然氣或石油。 若是礦物或岩石碎片，這些包裹體比晶體本身古老。因此研究变嵌晶，可以瞭解岩石在岩石圈的成形歷史。
斑状变晶是一種在細粒基質的變質岩中的大型晶體。
變質泥岩中最常見的斑状变晶是石榴石和十字石。如果變泥質岩有良好片狀結構（例如片岩）而基質是片狀雲母，斑状变晶更明綫。
類似斑状变晶是捕獲石，它是火成岩中的大晶體。斑状变晶經常與残碎斑晶（porphyroclasts）混淆，它也是大的晶體，但比岩石的基質先生成。